# Dendrobates leucomelas
Dendrobates leucomelas là một loài ếch phi tiêu độc. D. leucomelas được tìm thấy ở phía bắc của lục địa Nam Mỹ, đặc biệt là tại Venezuela. Nó cũng được tìm thấy trong các khu vực thuộc Guyana, Brazil, và phần đông khắc nghiệt của Colombia. Loài này có độc dưới da.

## Phân bố và môi trường sống
Dendrobates leucomelas được tìm thấy ở phía bắc lục địa Nam Mỹ, đáng chú ý nhất là ở Venezuela. Nó cũng được tìm thấy ở một phần của Guyana, Brazil và phần cực đông của Colombia. Loài lưỡng cư này thường được tìm thấy trong điều kiện rất ẩm ướt trong rừng mưa nhiệt đới, gần với nước ngọt. Nó thường được tìm thấy trên những tảng đá bằng phẳng, cây cối, thực vật (đáng chú ý là bromeliads) và rác lá của nền rừng. Trong mùa khô, các mẫu vật tụ tập ở những nơi ẩm ướt, chẳng hạn như dưới những tảng đá hoặc thân cây đổ.
Môi trường sống tự nhiên của D. leucomelas là vùng nhiệt đới và không chịu sự thay đổi nhiệt độ theo mùa lớn. Thông thường, phương sai nhiệt độ có liên quan đến độ cao và thời gian trong ngày, và dao động từ mức 20 thấp đến thấp 30 °C. Trong điều kiện nuôi nhốt, phải cẩn thận để không làm quá nóng ếch, vì chúng có thể nhạy cảm với nhiệt độ cao hơn.